# کمیساروفکا
کمیساروفکا (به لاتین: Komissarovka) یک منطقهٔ مسکونی در روسیه است که در استان آمور واقع شده‌است.